# Eopleurozia
Eopleurozia là một chi rêu trong họ Pleuroziaceae.